# Convivo
Convivo – polskie wydawnictwo założone w 2015 roku w Warszawie przez poetkę Annę Matysiak.
Publikuje głównie poezję i eseje w ramach serii wydawniczych: Tangere (m.in. Jan Baron, Szymon Bira, Kazimierz Brakoniecki, Jarosław Dudycz, Rafał Gawin, Jerzy Kronhold, Janusz Radwański, Leszek Szaruga, Grzegorz Wróblewski), Jeden Esej, 111 wierszy (m.in. Krzysztof Jaworski, Eugeniusz Tkaczyszyn-Dycki), in praesenti (seria kulturoznawcza), a także poza seriami (m.in. Katarzyna Zwolska-Płusa, Dominik Żyburtowicz), a także przekłady.

## Ważniejsze wyróżnienia dla wydanych książek
- nominacja do Nagrody Literackiej Nike 2018: Jerzy Kronhold, Stance[6]
- nominacja do Nagrody Literackiej Gdynia 2018: Jerzy Krohnold, Stance[7]
- nominacja do Nagrody Poetyckiej im. K.I. Gałczyńskiego „Orfeusz” 2018: Jerzy Kronhold, Stance[8]
- nominacja do Nagrody Poetyckiej im. K.I. Gałczyńskiego „Orfeusz” 2018: Kazimierz Brakoniecki, Obrazy polskie[8]
- Nagroda Kościelskich 2021: Jan Baron, Psińco[9]
- nominacja do Wrocławskiej Nagrody Poetyckiej Silesius 2021 w kategorii książka roku: Jan Baron, Psińco[10]
- nominacja do Wrocławskiej Nagrody Poetyckiej Silesius 2021 w kategorii debiut roku: Jarosław Dudycz, Czarna skrzynka[10]
- nominacja do Nagrody Poetyckiej im. Kazimierza Hoffmana „Kos” 2021: Jan Baron, Psińco[11]
- nominacja do Wrocławskiej Nagrody Poetyckiej Silesius 2022: Katarzyna Zwolska-Płusa, Daję wam to w częściach[12]
- nominacja do Nagrody Poetyckiej im. Kazimierza Hoffmana „Kos” 2022: Leszek Szaruga, Łowca[13]
- nominacja do Nagrody Literackiej „Nike” 2022: Leszek Szaruga, Mucha[14]
- nominacja do Nagrody Literackiej Gdynia 2022: Szymon Bira, 1,1[15]